# 鮭の日
鮭の日（さけのひ）は、日本の記念日の一つ。日付は11月11日。「鮭」という漢字の旁（つくり）の部分「圭」が「十一十一」と分解されることにちなむ。

## 経緯
1987年（昭和62年）、新潟県村上市が11月11日を鮭の日に定めた。
1992年（平成4年）に大阪の卸売市場の卸業者と仲卸業者が母体になった「鮭の日制定委員会」(1994年に「鮭の日委員会」に改名）が同じく11月11日を「鮭の日」と制定。1991年4月1日に発足した日本記念日協会に申請。2003年（平成15年）、日本記念日協会から『11月11日は「鮭の日」』と認定を受けた。

## 影響
この記念日は販売促進など商業的に利用されるだけではなく、岩手県などで鮭の日に給食の献立に鮭が取り入れられるなど、食育にも役立っている。

## 制定の背景（村上市）
「鮭の町」村上市には鮭が遡上する三面川（みおもてがわ）が流れており、村上の人々は昔から鮭の恩恵を受けてきた。

### 旧石器時代 - 古墳時代
村上市北東部の旧朝日村大字三面は通称「奥三面」と呼ばれる集落であり、奥三面ダムの建設に伴ってダム湖に沈んだ。その建設に際して1988年から1998年まで遺跡の発掘調査が行われた結果、樽口遺跡（旧石器時代）、アチヤ平遺跡（縄文時代早期）など縄文時代を中心に旧石器時代から古墳時代（約30,000年前 - 約1,400年前）までの19か所の遺跡から、鮭を食べていた痕跡が見つかった。

### 平安時代
平安時代の法律「延喜式」には、越後の国が治める租税が次のように記されている。
【主計式　上　越後国
調　自絹十疋　綿　布　鮭
庸　白木唐橿十合　自余輸狭布　鮭
中男作物　布　紙　漆　鮭内子并子　氷頭　背腸
内膳式　贅殿年料
越後国　楚割鮭八籠八十隻　鮭児　水頭　背腸各四麻笥　各一斗】
「鮭」
「鮭内子并子」鮭の腹を割いて卵や内臓を取り出した後、卵や白子を腹に戻し、濃い塩水につけて干したもの。
「氷頭（ひず）」鮭の頭の軟骨
「背腸」鮭の腎臓の塩辛。めふん
「楚割鮭（すはやりざけ）」鮭を薄切りにして乾燥させたもの
「鮭児」未成熟の鮭
など様々な鮭の加工品が納められて、平安時代にすでにバリエーションに富む加工技術を備えていたことが分かる

### 江戸時代
戸時代中期には三面川の鮭は激減していた。そのとき鮭の増殖法を進言したのが村上藩の下級藩士青砥武平治である。武平治は鮭が生まれた川に戻ってくる回帰性に着目し三面川に産卵のための分流「種川」を作り、稚魚が海に帰る季節に禁漁をすることを訴えた。武平治の説得は通じ、31年の年月をかけて工事は完成した。この「種川の制」によって三面川の鮭は次第に増え、村上藩に納める運上金も最初は40両ほどだったが1800年ころには1000両を超えるまでになった。冷夏の年には不作になったが、鮭は豊漁となることが多く、村上の人々の生活と村上藩の財政を支えた。

### 明治以降
1878年（明治11年）、村上三面は鮭の卵25万個を使いカの人工孵化技術を取り入れた人工孵化に成功した。これによって当時減少していた鮭の遡上数も増加に転じ、明治17年には三面川の最高記録73万7千尾となるまでに増えた。
1882年(明治15年)、江戸時代の権利を取得した「村上鮭産育所」が設立され、鮭の増殖事業に大成功をおさめた。その後、「村上鮭産育所」は鮭増殖で得た利益で様々な事業を行ったが、その中でもっとも有名なものは、村上出身の若者らに対する奨学金事業である。この奨学金を受けた人は「サケの子」と呼ばれた。日露戦争のときに乃木大将の通訳をし、その後日魯漁業社長となった川上俊彦、日本最初の工学博士の近藤虎五郎、衆議院議員・新潟市弁護士会会長の鳥居鍗次郎、官選府県知事・貴族院議員の若林賚蔵、秩父宮・高松宮の教育係を務めた三好愛吉、高知県知事・樺太長官を歴任した永井金次郎、『朝鮮史』全35巻を編さんした稲葉岩吉、広島文理科大学教授の数学者岩付寅之助、キスカ島撤退作戦時の北海守備隊司令官峯木十一郎など、多くの偉人を生み出し、日本や村上の発展に貢献した。